# Lloyd Maines

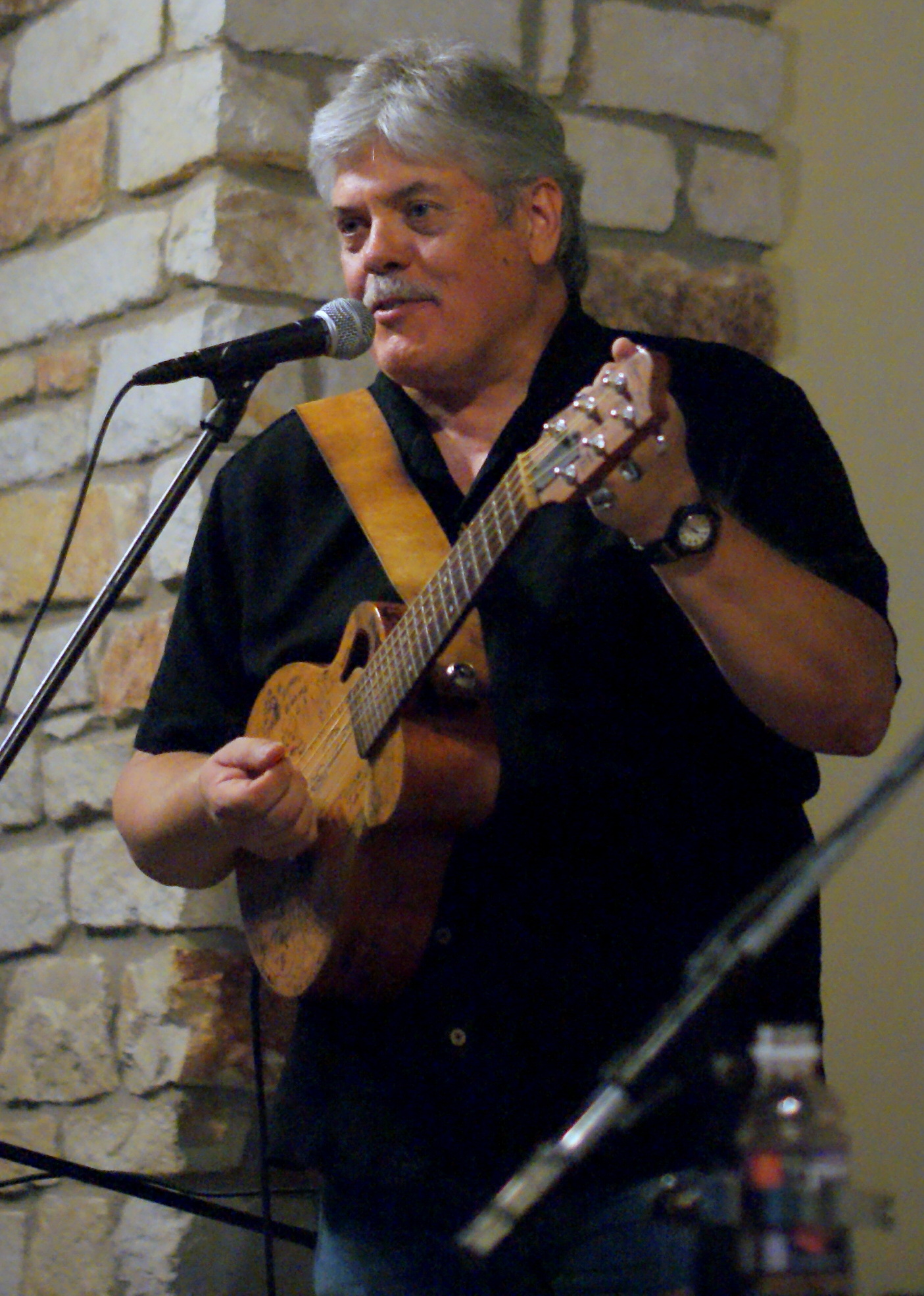
Lloyd Maines

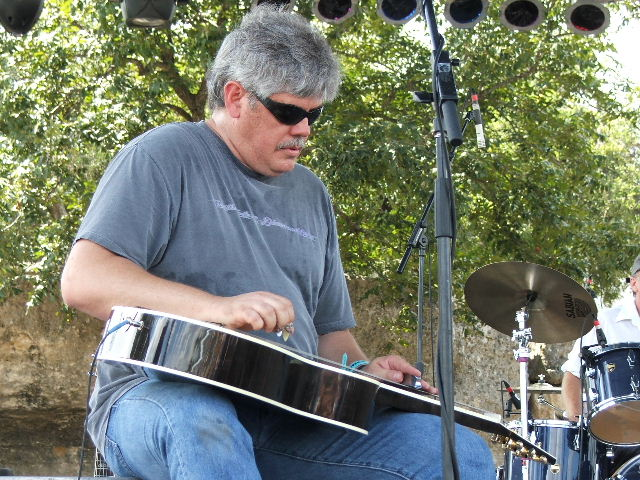
Lloyd Maines (2006)

Lloyd Wayne Maines (* 28. Juni 1951 in Lubbock, Texas) ist ein US-amerikanischer Musikproduzent und Songwriter im Bereich des Countrygenres. Maines ist Multiinstrumentalist und beherrscht unter anderem die Pedal-Steel-Gitarre, die Akustikgitarre, das Dobro, das Banjo, die Elektrische Gitarre und die Mandoline.

## Karriere
Geboren wurde Maines in Lubbock, Texas. Er stammt aus einer Musikerfamilie, und sein Vater hatte mit seinen Brüdern die Gruppe The Maines Brothers gegründet, die Lloyd Maines schließlich mit seinen Brüdern fortführte. Mit ihr machte Lloyd, der Gitarre spielte, einige Aufnahmen. Seinen Durchbruch hatte der Musiker im Jahr 1979, als er unter anderem als Gitarrist auf Terry Allens Album Lubbock (On Everything) zu hören war. Die Platte war für Maines der Anfang einer Vielzahl von Aufnahmen, darunter waren noch drei weitere Alben mit Allen. Während der 1980er Jahre veröffentlichten zudem die Maines Brothers mehrere Alben, die es teilweise bis in die Countrycharts schafften. Die Band löste sich Ende der 1980er auf, Maines war aber weiterhin als Produzent für eine Vielzahl von Künstlern tätig, unter anderem Joe Ely.
Lloyd Maines war 2003 im Dokumentarfilm Lubbock Lights zu sehen.

## Privatleben
Lloyd Maines wurde 1974 Vater. Seine Tochter Natalie Maines wurde ebenfalls Musikerin und 1995 Leadsängerin der Dixie Chicks, die Maines teilweise als Produzent unterstützt. Das von ihm produzierte Album Home gewann bei den Grammy Awards 2003 den Preis als bestes Countryalbum. Maines ist verheiratet  und lebt mit seiner Frau Tina in Austin, Texas.

## Produzierte Künstler (Auswahl)
| - Adam Carroll - Blaze Foley - Bob Livingston - Dixie Chicks - Jason Boland & the Stragglers - Jimmie Dale Gilmore - Joe Ely | - Owen Temple - No Justice - Robert Earl Keen - Switchback - Terri Hendrix - The Flatlanders - The Great Divide - The Red Dirt Rangers |

## Auszeichnungen und Ehrungen
- Grammy Awards 2003: Bestes Countryalbum für Home (als Produzent)
- Aufnahme in den West Texas Walk of Fame[2]